# Innes Cameron
Innes Cameron (22 agosto 2000) è un calciatore scozzese, attaccante del Kilmarnock.

## Caratteristiche tecniche
È un attaccante che può essere impiegato anche come centrocampista offensivo.

## Carriera

### Club
Cresciuto nelle giovanili del Kilmarnock, esordisce in prima squadra il 23 dicembre 2016 nella partita di campionato persa con il St. Johnstone.

### Nazionale
Vanta otto presenze e una rete con la rappresentativa Under-17 scozzese.